# Islamoutdin Eldarouchev
Islamoutdin Eldarouchev est un karatéka russe né le 11 février 1979 au Daghestan, surtout connu pour avoir remporté la médaille d'or en kumite individuel masculin moins de 80 kilos aux Jeux mondiaux 2005 ainsi qu'une médaille d'argent dans la même catégorie aux championnats du monde de karaté 2008.

## Résultats
| Résultat           | Date             | Épreuve                   | Catégorie | Compétition                                  | Ville hôte               |
| ------------------ | ---------------- | ------------------------- | --------- | -------------------------------------------- | ------------------------ |
| Médaille de bronze | Février 1999     | Kumite individuel - 70 kg | Juniors   | Championnats d'Europe juniors et cadets 1999 | Oviedo, en Espagne       |
| Médaille de bronze | Mai 1999         | Kumite individuel - 75 kg | Seniors   | Championnats d'Europe 1999                   | Chalcis, en Grèce        |
| Médaille d'argent  | Octobre 1999     | Kumite individuel - 70 kg | Juniors   | Championnats du monde juniors et cadets 1999 | Sofia, en Bulgarie       |
| Médaille d'argent  | Mai 2004         | Kumite individuel - 80 kg | Seniors   | Championnats d'Europe 2004                   | Moscou, en Russie        |
| Médaille d'or      | Juillet 2005     | Kumite individuel - 80 kg | Seniors   | Jeux mondiaux 2005                           | Duisbourg, en Allemagne  |
| 7e place           | Mai 2006         | Kumite individuel - 80 kg | Seniors   | Championnats d'Europe 2006                   | Stavanger, en Norvège    |
| 7e place           | Mai 2007         | Kumite individuel - 80 kg | Seniors   | Championnats d'Europe 2007                   | Bratislava, en Slovaquie |
| 7e place           | 2 mai 2008       | Kumite individuel - 80 kg | Seniors   | Championnats d'Europe 2008                   | Tallinn, en Estonie      |
| Médaille d'argent  | 16 novembre 2008 | Kumite individuel - 80 kg | Seniors   | Championnats du monde 2008                   | Tōkyō, au Japon          |